# Пульсуючі змінні зорі
Пульсуючі змінні зорі — змінні зорі, яскравість яких змінюється внаслідок їх розширення і стискання. У більшості зір пульсації зумовлені каппа-механізмом — зміною непрозорості у підповерхневих шарах внаслідок їх іонізації. Зорі можуть пульсувати у кількох модах одночасно, при чому ці пульсації можуть бути як радіальними, так і нерадіальними. Для подвійно-періодичних пульсуючих зір можливе обчислення їх маси.
Існує величезна кількість типів та підтипів пульсуючих змінних зір, лише в Загальному каталозі змінних зір (ЗКЗЗ) їх наведено 39 типів. Також існує велике різноманіття фізичних параметрів та параметрів пульсацій. Пульсуючими зорями можуть бути як карлики, так і гіганти. Амплітуди пульсацій в різних типів зір можуть складати від тисячних долей зоряної величини (які складно детектуються навіть сучасними інструментами) і до помітних навіть неозброємим оком кількох зоряних величин. Періоди деяких типів (наприклад, зір типу дельта Цефея) складають всього декілька годин, а довгоперіодичних мірид можуть сягати кількох років.
Деякі типи пульсуючих зір є стандартними свічками та відіграють важливу роль у вимірюванні відстаней. Також за допомогою пульсацій проводяться дослідження внутрішньої структури зір.

## Історія дослідження

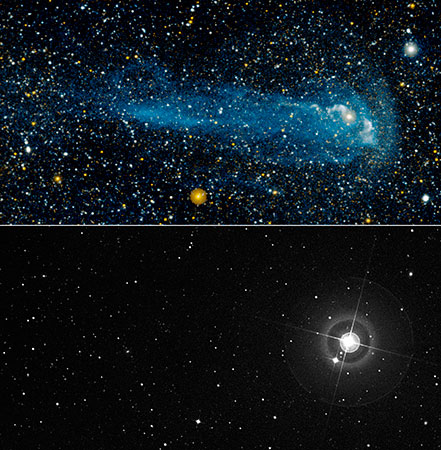
Міра в ультрафіолетовому і видимому світлі

Першою відкритою пульсуючою змінною зорею (і першою змінною зорею взагалі) є омікрон Кита, знаніша як Міра. 1596 року Давид Фабрицій відкрив цю зорю, коли вона мала зоряну величину 2m, і виявив, що її блиск поступово знижується. Потім зоря перестала бути доступною для спостережень, але 1609 року Фабрицій знову виявив її. Зорю також спостерігав Йоганн Баєр 1603 року і позначив її як ο Кита, але Баєру не було відомо про її змінність. Відкриття цієї зорі викликало великий інтерес, тому за нею й закріпилася назва Міра (від лат. mira — дивовижна). 1667 року Ісмаель Буйо виявив періодичність у змінах блиску Міри.
Змінність δ Цефея, яка є прототипом цефеїд — одного з найзначиміших класів змінних зір в астрономії —, відкрив 1784 року Джон Ґудрайк. Залежність період — світність для цефеїд відкрила Генрієтта Свон Лівітт у 1908 році.
Ідею про те, що пульсації зір можуть призводити до зміни їхнього блиску, вперше висунув Август Ріттер 1873 року, а 1899 року Карл Шварцшильд припустив, що під час пульсацій також змінюється температура зір. Близько 1915 року Гарлоу Шеплі визначив, що деякі зорі справді пульсують. У 1918—1926 роках Артур Еддінгтон розробляв теорію, яка могла б пояснити пульсації, і як один із можливих механізмів він запропонував клапанний механізм, що на деякий час перекриває надходження енергії з надр зорі до поверхні. Конкретний варіант такого механізму (каппа-механізм), що пояснював, зокрема, пульсації цефеїд, на початку 1950-х років відкрив Сергій Жевакін.
Активне дослідження пульсуючих змінних зір, зокрема цефеїд, розпочалося приблизно в 70-х роках 20 століття[джерело?], а загалом лише про цей тип зір станом на грудень 2023 року існує 6368 наукових публікацій. Дослідження пульсуючих змінних зір дуже різноманітні. Частина з цих статей є оглядовими й аналізує певні закономірності або проводить статистичний аналіз даних, а більшість присвячена[відсутнє в джерелі] дослідженню окремих об'єктів або невеликих груп об'єктів. 
В 2023 році було опубліковано 106 статей лише про цефеїди, зокрема три з них — за участі українських астрономів. Серед досліджень, проведених цього року[значущість факту?]: 
- Детальне спектроскопічне та фотометричне дослідження Полярної зорі (яка є потрійною зорею, а компонент Aa — класичною цефеїдою). У статті досліджувався вплив інших об'єктів в кратній зоряній системі на пульсації цефеїди[9].
- Досліджувався вплив міжзоряного пилу на правильність побудови шкали космічних відстаней за допомогою цефеїд та наднових типу Ia[8].
- Було проведено спектроскопічні дослідження 9 зір окремого нещодавно відкритого підтипу — так званих аномальних цефеїд (англ. Anomalous Cepheids, ACEPs) — які мають періоди від 0.4 до 2.5 діб, але при цьому яскравіші за стандартні цефеїди другого типу[10]. В усіх досліджених об'єктах концентрація заліза виявилася меншою, ніж в стандартних цефеїд[10][13]. Припускається (як одна з гіпотез), що подібні аномальні цефеїди можуть утворюватися в подвійних зоряних системах та в процесі еволюції зазнавати впливу перетікання речовини або навіть злиття[10].

За 2023 рік про деякі інші розповсюджені типи змінних зір — міриди, RR Ліри та дельта Щита — було опубліковано[значущість факту?] 15, 23 та 86 статей відповідно.

## Загальний опис
Пульсуючі змінні змінюють свою світність через почергове розширення і стиснення зовнішніх шарів і зміну їхньої температури. Мінімальний і максимальний радіус зорі під час пульсацій може відрізнятися в кілька разів, але зазвичай основний внесок у зміну світності вносить зміна температури поверхні. Вважається, що серед кількох сотень мільярдів зір нашої Галактики пульсує лише кілька мільйонів.

### Механізми збудження
Якщо зоря виводиться з гідростатичної рівноваги, то вона прагне повернутися у вихідне положення. Наприклад, під час розширення зорі падає її щільність і температура, отже, тиск перестає врівноважувати силу гравітації і зоря стискається. Однак для того, щоб коливання відбувалися тривалий час, має бути присутнім механізм передачі теплової енергії зорі в механічну енергію коливань. Це може відбуватися, якщо під час стиснення ділянок зорі збільшується надходження тепла до цих ділянок: тоді розширення, яке настає після стиснення, виявиться сильнішим через енергію, що надійшла, і коливання підтримуватимуться. У стаціонарних зорях спостерігається зворотна картина: під час стиснення збільшується температура, через що нагріті області починають випромінювати сильніше, крім того, зазвичай прозорість речовини збільшується під час нагрівання і речовина затримує менше тепла. Таким чином, під час стиснення стаціонарних зір відбувається відтік тепла, тому вільні коливання зір зазвичай швидко затухають — за терміни від сотень днів до кількох років. Надходження тепла збільшується зі зростанням температури в надрах зорі, оскільки при зростанні температури в ядрі збільшується темп термоядерних реакцій. Однак це не призводить до помітних пульсацій, оскільки роль центральних областей у пульсаціях мала і компенсується загасанням в інших областях.

#### Каппа-механізм

Діаграма Герцшпрунга — Рассела

Домінуючим механізмом збудження пульсацій є каппа-механізм (інша назва — клапанний механізм). Він обумовлений нелінійною непрозорістю в підфотосферних шарах зорі. Енергія, що надходить із надр, частково поглинається в такому шарі і її надходження до поверхні зменшується. Зовнішні шари охолоджуються і для збереження рівноваги стискаються. Однак поглинання енергії є тимчасовим, через деякий час накопичена надлишкова енергія виділяється й надходить у верхні шари атмосфери, що призводить до їх розширення, тоді як у підфотосферному шарі непрозорість знову зростає і цикл починається заново.
Для того, щоб пульсації підтримувалися таким механізмом, зона подвійної йонізації гелію має розташовуватися на оптимальній глибині: якщо глибина надто мала, що трапляється за високої температури зорі, то густина речовини в цій зоні буде надто малою і пульсації не відбуватимуться. Навпаки, за низької температури зорі глибина зони виявиться занадто великою і пульсації не відбуватимуться через загасання коливань у зовнішніх шарах. Таким чином, зорі, у яких реалізується цей механізм, на діаграмі Герцшпрунга-Рассела перебувають на смузі нестабільності — практично вертикальній вузькій смузі. Завдяки цьому механізму пульсують змінні зорі декількох типів, що мають класи світності від надгігантів до білих карликів. Типи змінних зір на смузі нестабільності, у порядку зменшення середньої світності — змінні типу RV Тельця, класичні цефеїди, цефеїди II типу, змінні типу RR Ліри, Дельти Щита, SX Фенікса і ZZ Кита.
Існують пульсуючі змінні й інших типів, розташовані поза смугою нестабільності — для них механізм змінності зазвичай також являє собою каппа-механізм. Наприклад, у змінних типу Бети Цефея, температура яких значно вища, ніж у зір смуги нестабільності, пульсації підтримуються іонами заліза.

#### Інші механізми пульсації
Епсилон-механізм ґрунтується на зміні швидкості виробництва енергії при ядерному синтезі. Цей механізм часто припускається, але він ще не підтверджений шляхом спостережень.
Сонце, сонцеподібні зорі і деякі червоні гіганти стохастично збуджуються до коливань внаслідок конвекції: переносу кінетичної енергії конвекційними осередками з надр шляхом підйому розігрітої речовини у верхні, холодніші шари, що може збуджувати коливання у зовнішніх шарах атмосфери.

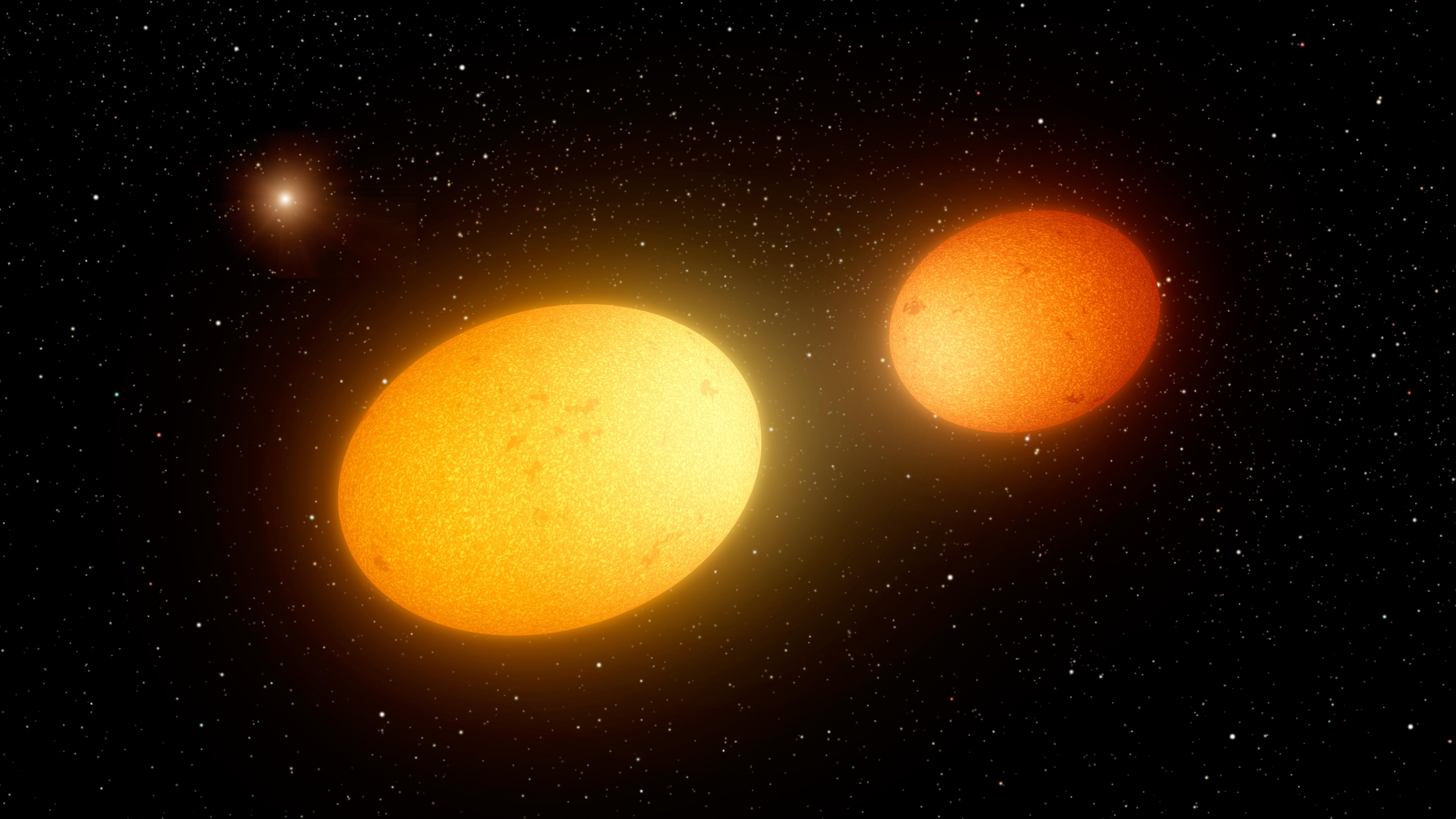
Подвійна система із дуже витягнутою орбітою в уяві художника. Показано стан, коли зорі максимально зблизилися та під дією припливних сил набули еліпсоїдальної форми. Із віддаленням їх форма повертатиметься до кулястої, що призводить до коливань, які на кривій блиску виглядають як «серцебиття».

У подвійних зоряних системах коливання однієї зорі може збуджувати її супутник, внаслідок дії припливних сил, які періодично змінюються через ексцентриситет орбіти. Прикладом є еліпсоїдальні змінні. Коливання збуджуються в періастрі. Із віддаленням зір одна від одної коливання поступово загасають через внутрішнє тертя, але в наступному проході періастру амплітуда знову збільшується. Крива блиску в деяких випадках має вигляд, подібний до кардіограми серця, за що дослідники назвали їх «зорями серцебиття» (англ. heartbeat star). Декілька таких зір було виявлено за допомогою космічного телескопа Кеплера.

### Характер пульсацій
Незалежно від механізму фундаментальний період коливань зорі {\displaystyle P} пов'язаний із середньою густиною зорі {\displaystyle \rho }:
{\textstyle P\propto {\frac {1}{\sqrt {\rho }}}}
Якщо зоря пульсує з фундаментальним періодом, то кажуть, що пульсації відбуваються в основній моді. У цьому разі коливання є радіальними, тобто зоря зберігає сферичну симетрію. Одночасно з пульсаціями в основному моді можливі пульсації в обертонах з меншим періодом. Пульсації в обертонах також сферично симетричні, але всередині зорі присутня одна або кілька сфер, де речовина не рухається: коли область усередині сфери стискається, то область зовні розширюється, і навпаки — тобто, ці сфери являють собою вузли коливань. Коливання в першому обертоні мають один вузол, у другому — два вузли, і так далі. Положення цих вузлів зазвичай не змінюються, тобто, коливання являють собою стоячі хвилі. Зазвичай зорі з великими амплітудами змін блиску пульсують насамперед в основному моді.
Пульсації також можуть бути нерадіальними. У цьому разі зоря не зберігає сферичної форми, і, наприклад, може по черзі ставати то сплюснутим, то витягнутим еліпсоїдом: одні частини зорі можуть стискатися в той самий час, коли інші — розширюються. Нерадіальні пульсації поділяють на дві основні групи: пульсації у g-режимі, де силою, що повертає зорю до стану рівноваги, є гравітація, та p-режимі, де такою силою є сила тиску. У першому випадку рух речовини близький до радіального, а в другому — близький до горизонтального (cхожий на хвилі на воді). Нерадіальні пульсації призводять до менших змін блиску і кольору зорі, ніж радіальні. Моди пульсації з періодами довшими ніж період основного радіального моду зазвичай є пульсаціями у g-режимі, натомість моди із рівними чи коротшими періодами є пульсаціями у p-режимі. Радіальні пульсації завжди є пульсаціями у p-режимі. Коливання зорі можна описати сферичними гармоніками або їх комбінаціями.
Через те, що зорі мають різну густину в різних областях — зокрема, густина в центрі зорі зазвичай на кілька порядків перевищує середню — відносна амплітуда коливань у центрі значно менша, ніж у зовнішніх областях. Оскільки за тривалих спостережень навіть невеликі зміни періоду можуть бути виявлені, то можна виявити повільну зміну густини внаслідок еволюції зорі.

## Вимірювання параметрів
Унаслідок еволюції зорі змінюються її фізичні параметри, зокрема густина і пов'язаний з нею фундаментальний період коливань. Хоча еволюційні зміни йдуть дуже повільно, відповідну їм невелику зміну періоду все одно можна відстежити, спостерігаючи зорю тривалий термін. Для цього використовують діаграму O-C, на якій відмічається різниця між спостережуваним і обчисленим моментом досягнення максимуму блиску. За велику кількість пульсацій навіть невелика зміна одного періоду стане помітною, а якщо період рівномірно змінюється з часом, точки на діаграмі утворюватимуть параболу. Таким чином, за цією діаграмою можна відстежувати зміни внаслідок еволюції зір, проте видима зміна періоду може бути спричинена й іншими обставинами, наприклад, рухом зорі по орбіті в подвійній системі.
Під час пульсацій зір можна спостерігати зміни не тільки блиску, а й температури та швидкості розширення і стиснення. Температура може бути виміряна за спектром або показником кольору, а швидкість руху поверхні — за зміщенням спектральних ліній, пов'язаним з ефектом Доплера. За цими величинами визначати радіус зорі, використовуючи метод Бааде - Весселінка. Сам метод у спрощеному вигляді ґрунтується на тому, що за певної температури зорі її світність пропорційна квадрату її радіусу, а абсолютну зміну радіуса зорі за певний час можна знайти за променевою швидкістю її поверхні. Порівнюючи, у скільки разів змінилася світність зорі між двома моментами часу, коли та мала певне значення температури, можна розрахувати значення її радіуса, а отже, і світності.

## Підгрупи

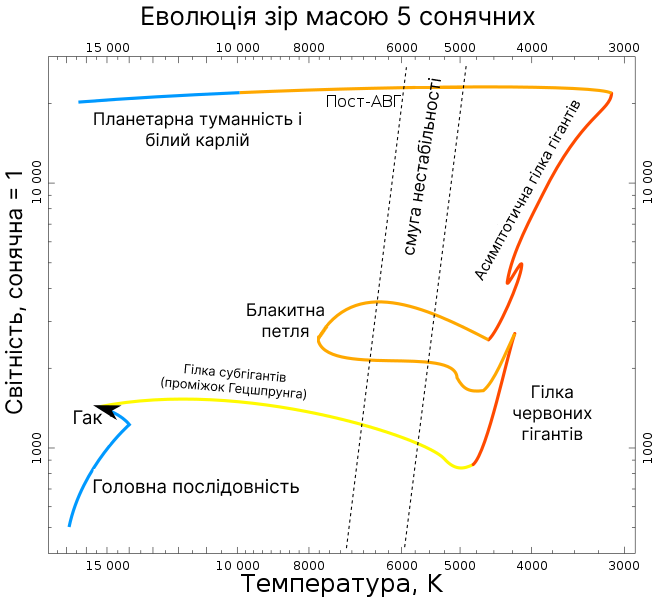

### Цефеїди
Один із найважливіших типів пульсуючих змінних зір — цефеїди. Це зорі — надгіганти спектральних класів F-K з періодами зазвичай від 1 до 50 діб і амплітудами — 0,1-2,5m. Для цефеїд існує залежність між періодом і світністю, яка дозволяє використовувати їх як стандартні свічки: з періоду цефеїд можна визначати їхню абсолютну зоряну величину, і, порівнюючи останню з видимим блиском, обчислювати відстань до зорі,. Завдяки високій світності, цефеїди спостерігаються не тільки в нашій, а й в інших галактиках.
У цефеїд виділено кілька підгруп, які відрізняються формою кривої блиску та залежністю період-світність:
- Класичні цефеїди — молоді масивні зорі (більше 3 M☉), які проеволюціонували з головної послідовності і багаторазово перетинають смугу нестабільності. Вони належать до дискової складової галактики (населення І) і часто трапляються в розсіяних зоряних скупченнях.
- Змінні типу W Діви — цефеїди, які належать до галактичного балджу, старі зорі населення ІІ. Вони мають масу менше 1 M☉.
- Бімодальні цефеїди типу CEP(B) — пульсують щонайменше в двох періодах одразу.
- Цефеїди типу DECPS — для цього підтипу характерна невелика амплітуда й симетрична крива блиску. Ці цефеїди пульсують, найімовірніше, у першій гармоніці.
- Аномальні цефеїди, прототипом яких є зоря BL Волопаса. Ці цефеїди мають періоди від 0.4 до 2.5 діб, так само як змінні типу RR Ліри, але їх світність на 2 зоряні величини перевищує світність змінних типу RR Ліри, що характерно для цефеїд.

### Змінні типу RR Ліри
Інший важливий тип пульсуючих зір — змінні типу RR Ліри. Ці зорі знаходяться на горизонтальній гілці, мають спектральні класи A-F і за фізичними параметрами є досить однорідним класом зір. Вони поширені в кулястих скупченнях, їхні періоди коливання зазвичай становлять менше доби, а амплітуди менші, ніж у цефеїд — до 2m. Вони мають практично одну й ту саму абсолютну зоряну величину — близько 0,6m, тому також використовуються як стандартні свічки. За виглядом кривих блиску змінні типу RR Ліри ділять на такі основні типи:
- RRab з асиметричними кривими блиску, зростання яскравості яких відбувається різко. Пульсують переважно моді.
- RRc, криві блиску яких симетричні. Пульсують у першому обертоні.
- RRd (також позначається як RR(B)) — зорі, що пульсують одночасно переважно моді та в першому обертоні.

Деякі зорі типу RR Ліри демонструють ефект Блажка — зміну періоду та амплітуди коливань. Механізм його виникнення не досі достеменно невідомий, існує декілька гіпотез.

### Змінні типу δ Щита
Змінні типу δ Щита (іноді їх називають карликовими цефеїдами, коли амплітуда V-діапазону перевищує 0,3) — підклас молодих пульсуючих зір. Ці змінні дотримуються співвідношення період-світність у певних смугах пропускання, як і цефеїди. Типові коливання яскравості становлять від 0,003 до 0,9 зоряної величини у смузі V протягом декількох годин, хоча амплітуда та період коливань можуть значно відрізнятися. Зорі, як правило, є гігантами[відсутнє в джерелі] або головною послідовністю класів від A0 до F5. Зорі типу δ Щита демонструють як радіальні, так і нерадіальні пульсації. Вважається, що змінні типу δ Щита — це зорі, що перетинають смугу нестабільності, переходячи від головної послідовності до гілки червоних гігантів.

### Змінні типу SX Фенікса

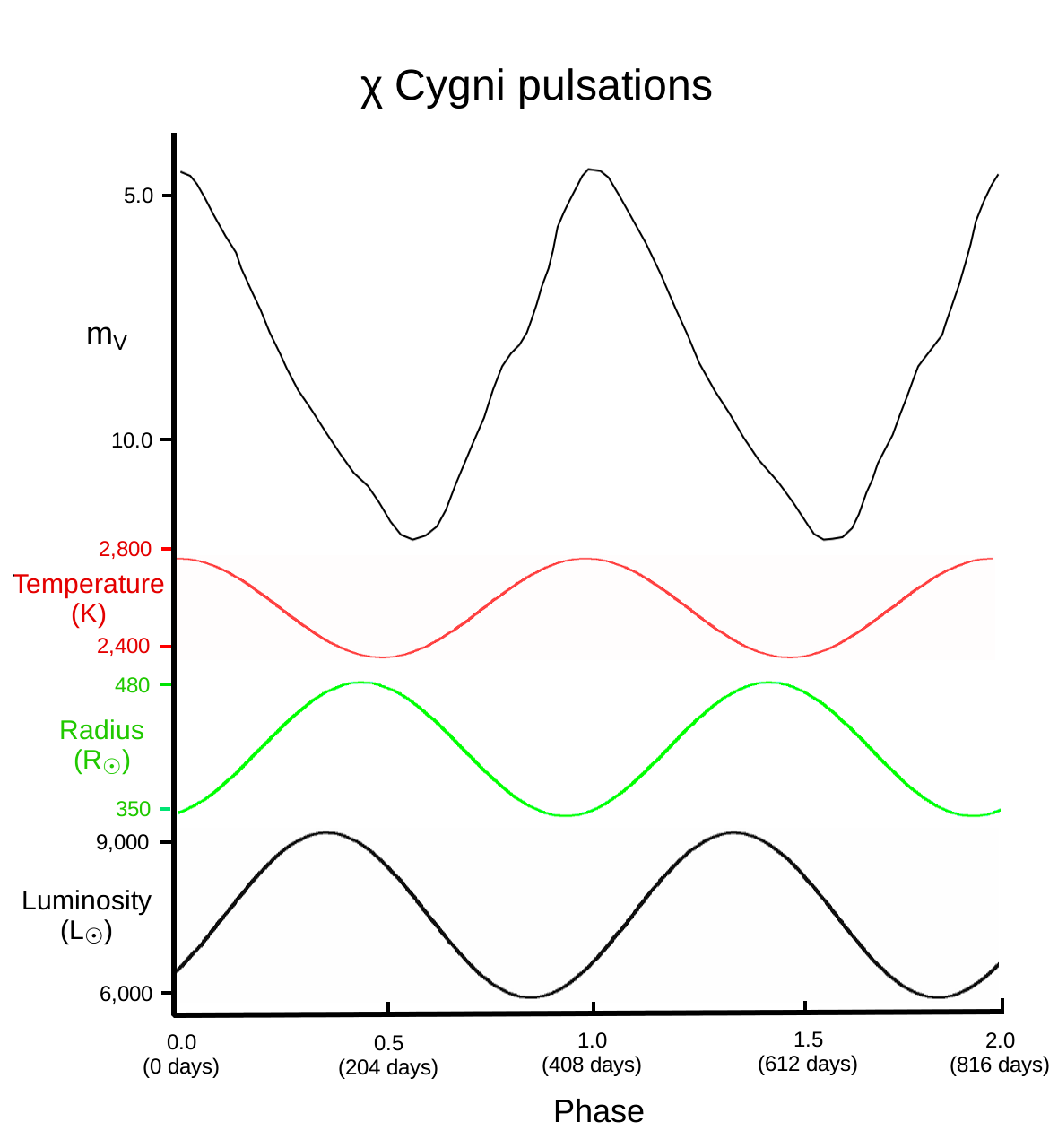
Типовий для мірид зв'язок між візуальною кривою блиску, температурою, радіусом і яскравістю на прикладі зорі χ Лебедя

Змінні типу SX Фенікса — зорі, що пульсують із дуже короткими періодами (0,7-1,9 годин) і належать до спектральних класів в діапазоні A2—F5. Амплітуда змін їхньої яскравості становлять до 0,7 зоряної величини. Вони споріднені зі змінними типу δ Щита, але відрізняються від них коротшими періодами й меншими амплітудами пульсацій, а також нижчою металічністю. Для змінних типу SX Фенікса також існує своє співвідношення період-світність. 

### Довгоперіодичні змінні

#### Міриди
Міриди — це пульсуючі надгіганти спектральних класів M, S і C, що знаходяться на асимптотичній гілці гігантів. Періоди їхніх пульсацій зазвичай становлять 100—500 діб, хоча можуть досягати 1000 діб, а типова амплітуда змін блиску величезна, порівняно з іншими типами — 6m у видимому діапазоні спектра. Така висока амплітуда пов'язана з низькою температурою цих зір: вона становить близько 2000 K, а при такій температурі 95 % випромінювання зорі припадає на інфрачервоний діапазон. Навіть невелика зміна температури призводить не тільки до зміни світності, а й до значної зміни частки видимого випромінювання.

#### Неправильні змінні зорі
У повільних неправильних змінних пульсації мають нерегулярний характер, а їхні причини погано вивчені: зовнішні шари таких зір конвективні, а теорія конвекції в зорях розроблена слабко. Зорі, у яких зміни блиску загалом неправильні, але деяка періодичність у них спостерігається, класифікують як напівправильні змінні. Нерідко в категорію повільних неправильних змінних зорі потрапляють через те, що недостатньо вивчені та надалі перекласифікуються в напівправильні або в інші типи об'єктів.

### Змінні типу Бети Цефея
Змінні типу Бети Цефея (іноді — змінні типу Бети Великого Пса) — зорі головної послідовності спектральних класів O-B, маса яких близько 7-20 M☉. Період змін блиску таких зір становить 0,1-0,6 доби, а амплітуда у видимому діапазоні — до 0,3m , а в ультрафіолеті — до 1m.

### Змінні типу γ Золотої Риби
Змінні типу γ Золотої Риби — зорі, що змінюють свою світність через нерадіальні пульсації поверхні. Вони, як правило молоді, лежать на головній послідовності та мають спектральний клас між F0 та F2. Характерна амплітуда зміни світності становить до 0,1m з періодом між 0,4 та 3 днями.

### Змінні типу PV Телескопа
Змінні PV Телескопа— неперіодично пульсуючі гелієві надгіганти, які є Bp-зорями зі слабкими лініями водню та посиленими лініями гелію та вуглецю. Іншими словами, спектральні лінії водню цих зір слабші, ніж зазвичай для зір класу B, тоді як лінії гелію і вуглецю сильніші. Вони є різновидом екстремальних гелієвих зір.

### Змінні типу Альфи Лебедя
Змінні типу α Лебедя — нерадіально пульсуючі надгіганти спектральних класів B чи A. Амплітуди змін яскравості невеликі — від 0.01m-0.1m, періоди - від кількох днів до кількох тижнів. Пульсації таких зір часто здаються нерегулярними через биття численних періодів пульсації. 

### Змінні типу RV Тельця
Змінні типу RV Тельця — це пульсуючі жовті надгіганти, зміна яскравості яких має два різні мінімуми (глибокий та мілкий) та стабільний максимум. Період зміни яскравості зір типу RV Тельця вимірюється від одного глибокого мінімуму до іншого і становить від 30 до 150 днів. Амплітуда змін може сягати 4m. В залежності від вигляду кривої яскравості, цей тип змінних поділяють на два підтипи, які відрізняються масою та формою кривих блиску:
- RVa: зміни глибоких та мілких мінімумів при постійному максимумі, мають масу в середньому 0.45-0.52 M☉;
- RVb: мінімум має довгоперіодичну змінність, часто у формі хвилі, з тривалістю циклу від 600 до 1500 днів, мають масу в середньому 0.83 M☉.

Зміни яскравості таких зір можуть бути напіврегулярними — завжди присутній зміни блиску з певним періодом, але форма кривої блиску дещо змінюється кожного циклу.

### Змінні типу ZZ Кита (пульсуючі білі карлики)
Пульсуючі білі карлики, також знані як змінні типу ZZ Кита — білі карлики з температурами близько 10000 K, які перебувають на смузі нестабільності. Вони нерадіально пульсують з періодами від 100 до 1000 секунд і з амплітудами змін блиску до 0,3m , при цьому вони практично завжди пульсують у кількох модах. Білі карлики в центрах планетарних туманностей також бувають пульсуючими.
Змінні типу ZZ Кита поділяються на три підтипи:
- ZZa (або DAV) — білі карлики типу DA (із водневими атмосферами);
- ZZb (або DBV) — білі карлики типу DB (із гелієвими атмосферами);
- ZZo (або GW Діви)— білі карлики із атмосферами, де домінуючими елементами є гелій, вуглець та кисень[57].

### Осцилюючі Ap-зорі
Осцилюючі Ap-зорі — зорі спектральних класів від B до F, які розташовані поблизу або на головній послідовності та мають сильне магнітне поле. Зазвичай Ap-зорі насамперед є обертовими змінними, але деякі з них також пульсують. Періоди змін блиску таких зір становлять лише 5-15 хвилин, що пов'язано з наявністю магнітного поля, по осі якого орієнтовані пульсації. Оскільки вісь магнітного поля зазвичай не збігається з віссю обертання, то спостерігається складна картина змін блиску.

### OSARG (OGLE Small Amplitude Red Giants)
OSARG — це зорі з гілки червоних гігантів або асимптотичної гілки гігантів, які пульсують із періодом 10-100 днів. Амплітуди пульсацій є порядка 0.001m, однак багато зір цього класу демонструють додаткові нерегулярні зміни зі значно більшими амплітудами. Змінні OSARG підкоряються залежностям період-амплітуда. Вони є поширеними у галактичній перемичці, тому їх зручно використовувати для дослідження структури Галактики.

### Не мають позначення в ЗКЗЗ
Декілька типів пульсуючих змінних зір не мають 
- Сонцеподібні пульсатори: їх коливання відбуваються не через каппа-механізм, а шляхом висхідних конвективних течій[60].
- Білі карлики малої маси, що утворюються в подвійних системах коли зоря починає перетворюватися на червоний гігант, розширюється, заповнює свою порожнину Роша і, внаслідок цього, більша частина її атмосфери перетікає на зорю-супутник[61].
- Гібридні пульсатори: нещодавно виявлені пульсатори з радіальними коливаннями, які коливаються у нижньому (низький порядок / низька амплітуда) p-режимі і g-режимі, а також у вищому (високий порядок / висока амплтітуда) g-режимі[62][63]. При цьому вони можуть належати до кількох типів змінності одночасно. Прикладом є Kepler-11145123 (KIC 11145123)[64]. Більшість відомих гібридних пульсаторів належать до змінних типів γ Золотої Риби–δ Щита[65].

## Значення в сучасній астрономії

### Вимірювання відстаней
Деякі види пульсуючих змінних, серед яких цефеїди, змінні типу RR Ліри, дельти Щита та інші, підлягають залежностям період-світність. Це означає, що з вимірювання їх періоду можна визначити абсолютну зоряну величину {\displaystyle M}, та визначити відстань до зорі за формулою:
{\displaystyle d=10^{\frac {5+m-M}{5}}}
де {\displaystyle m} — видима зоряна величина. Таким чином, ці змінні є важливими стандартними свічками і використовуються для визначення відстані до Великої Магелланової Хмари, кульових скупчень, розсіяних скупчень і Центру Галактики.

### Дослідження внутрішньої структури зір
Підрозділ астрофізики, що вивчає внутрішню структуру зір на основі їх коливань, зокрема нерадіальних, називається астросейсмологією.
Всі пульсації зір несуть інформацію про фізичні умови у шарах зорі, що їх створюють. Таким чином, моделі структури зір можна уточнювати за допомогою вимірювань її пульсацій. Однак складністю такого методу є необхіднсть спостерегти якомога більше модів коливань, а також правильно їх інтерпретувати.
Особливо цікавою є можливість дослідження внутрішньої структури масивних пульсуючих зір, які в майбутньому стануть надновими типу ІІ. Оскільки вибухи наднових здебільшого визначають склад міжзоряного середовища, то інформація про хімічний склад та структуру зір, з яких вони утворюються, дозволить краще прогнозувати хімічний склад галактик. Також пульсації білих карликів допомагають вивчити швидкості ядерних реакцій, фізику нейтрино та попередню еволюцію зорі на асимптотичній гілки гігантів. Таким чином, пульсації зір мають великий вплив на широкий спектр галузей астрофізики.